# NGC 5598
NGC 5598 est une galaxie lenticulaire située dans la constellation du Bouvier. Sa vitesse par rapport au fond diffus cosmologique est de 5 589 ± 11 km/s, ce qui correspond à une distance de Hubble de 82,4 ± 5,8 Mpc (∼269 millions d'al). NGC 5598 a été découverte par l'astronome germano-britannique William Herschel en 1788.
À ce jour, deux mesures non basées sur le décalage vers le rouge (redshift) donnent une distance de 77,350 ± 15,344 Mpc (∼252 millions d'al), ce qui est à l'intérieur des valeurs de la distance de Hubble. Notons cependant que c'est avec la valeur moyenne des mesures indépendantes, lorsqu'elles existent, que la base de données NASA/IPAC calcule le diamètre d'une galaxie et qu'en conséquence le diamètre de NGC 5598 pourrait être d'environ 37,1 kpc (∼121 000 al) si on utilisait la distance de Hubble pour le calculer.

## Groupe de NGC 5739
Selon Abraham Mahtessian, NGC 5598 fait partie du groupe de NGC 5739, la galaxie la plus brillante de ce groupe. Ce groupe de galaxies compte au moins sept membres. Les six autres galaxies du groupe sont NGC 5603, NGC 5696, NGC 5739, NGC 5784, NGC 5787 et NGC 5860.
À ces six galaxies, il faut ajouter la galaxie PGC 51372, car elle forme un couple de galaxies avec NGC 5603.